# The Best from the Noise Years
The Best from the Noise Years è una raccolta del gruppo musicale power metal tedesco Rage, pubblicata nel 1998 dalla Noise Records.

## Tracce
1. Suicide – 4:04
2. Down by Law – 3:23
3. Don't Fear the Winter – 3:27
4. Ashes – 5:02
5. Invisible Horizons – 4:35
6. Light Into the Darkness – 4:50
7. Time Waits for Noone – 4:49
8. Saddle the Wind – 4:06
9. Solitary Man – 3:36
10. Enough Is Enough – 6:42
11. Medicine – 3:43
12. Firestorm – 4:57
13. Refuge – 3:39
14. Raw Caress – 5:24
15. Vertigo – 3:35

## Formazione
- Peter "Peavy" Wagner - voce, basso (tutte le tracce)
- Jochen Schröder - chitarra (tracce 1-2)
- Rudy Graf - chitarra (1-2)
- Jörg Michael - batteria (1-2)
- Manni Schmidt - chitarra (3-14)
- Chris Ephthimiadis - batteria (3-14)
- Sven Fischer - chitarra (15)
- Spiros Efthimiadis - chitarra (15)
- Chris Ephthimiadis - batteria (15)